# Cathédrale Notre-Dame-de-Miséricorde de Cotonou
La cathédrale Notre-Dame-de-Miséricorde est le principal sanctuaire catholique de la ville de Cotonou, la capitale économique de la République du Bénin. Elle est l'église-mère de l'archidiocèse métropolitain de Cotonou, créé en 1955.
La simplicité des lignes de la cathédrale l'apparente aux premiers sanctuaires chrétiens. De fait, le sanctuaire reprend le plan basilical à triple vaisseau qui caractérise les édifices antiques, par opposition au plan en croix latine qui s'est peu à peu généralisé au cours des siècles suivants. L'extérieur du sanctuaire attire l'attention par ses murs recouverts de carreaux de céramique formant une alternance de bandes de couleur blanche et rouge et qui sont l'ornementation principale de l'édifice. La façade accueille un portail principal en plein cintre comportant quatre voussures, flanqué de deux portes plus modestes. Un oculus assure l'éclairage de la nef, de même qu'une série de baies latérales. Deux pinacles rectangulaires cantonnent la façade, tandis qu'un clocher borde le mur nord.
L'intérieur est de la même sobriété. Le sanctuaire est formé d'une nef de six travées bordées de bas-côtés accueillant également des tribunes. Un chevet plat et aveugle accueille une représentation du Christ sur la croix. Les offices sont rythmés par la « Maîtrise Notre-Dame-de-Miséricordes », une chorale créée en 1997.

## Galerie de photos

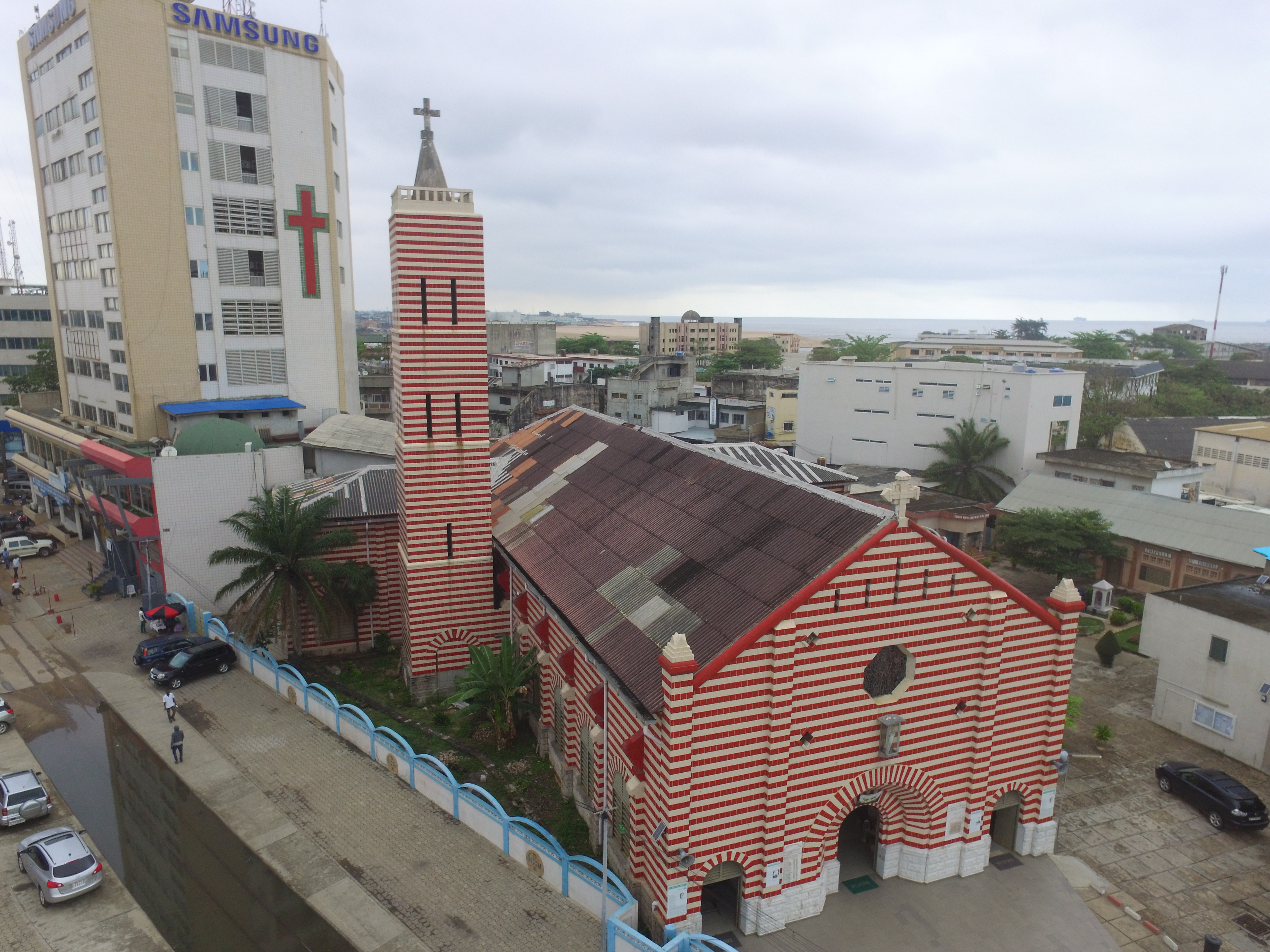
Vue extérieure de la Cathédrale Notre-Dame-de-Miséricorde de Cotonou
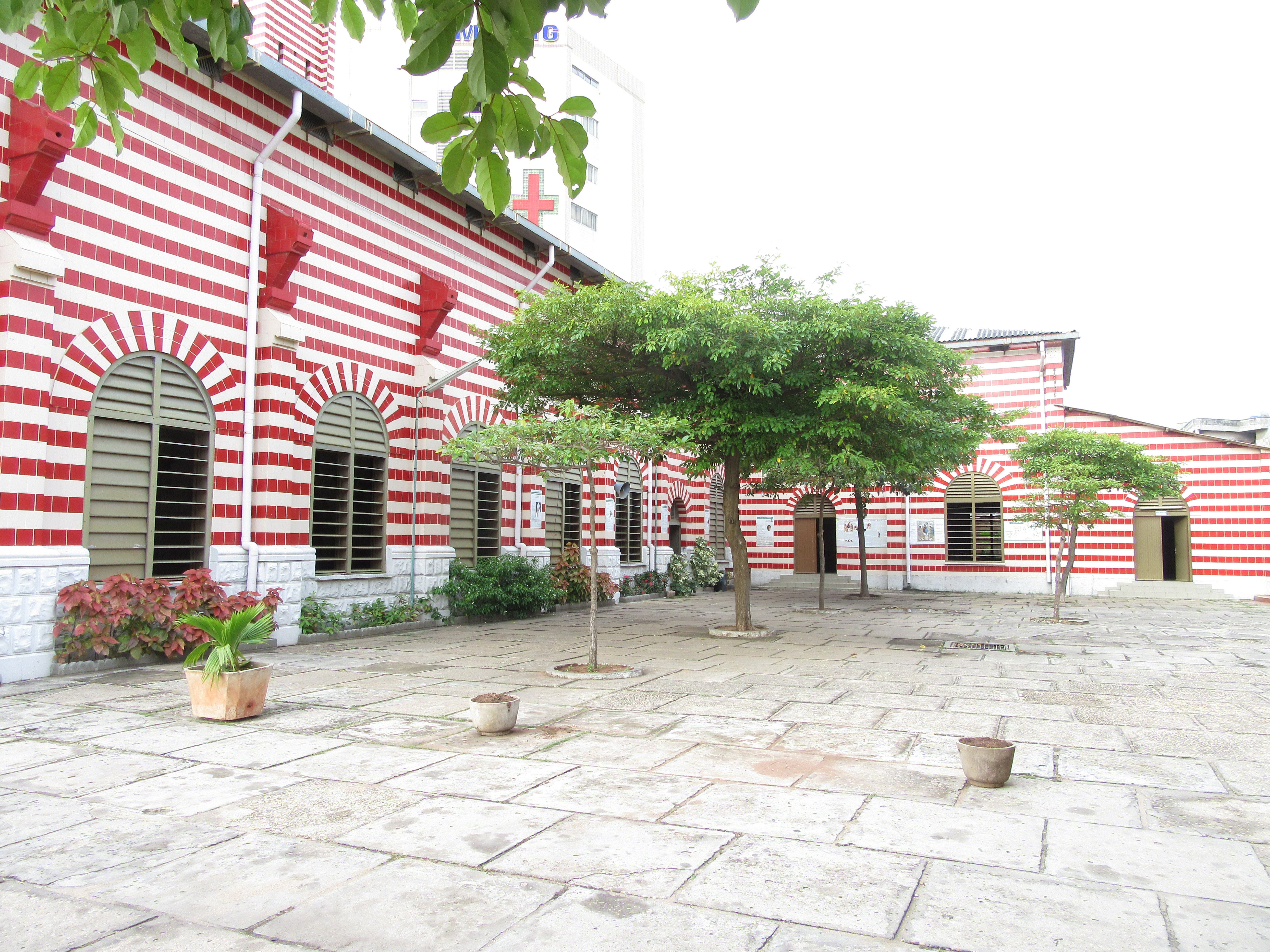
Cour de la Cathédrale Notre-Dame-de-Miséricorde de Cotonou
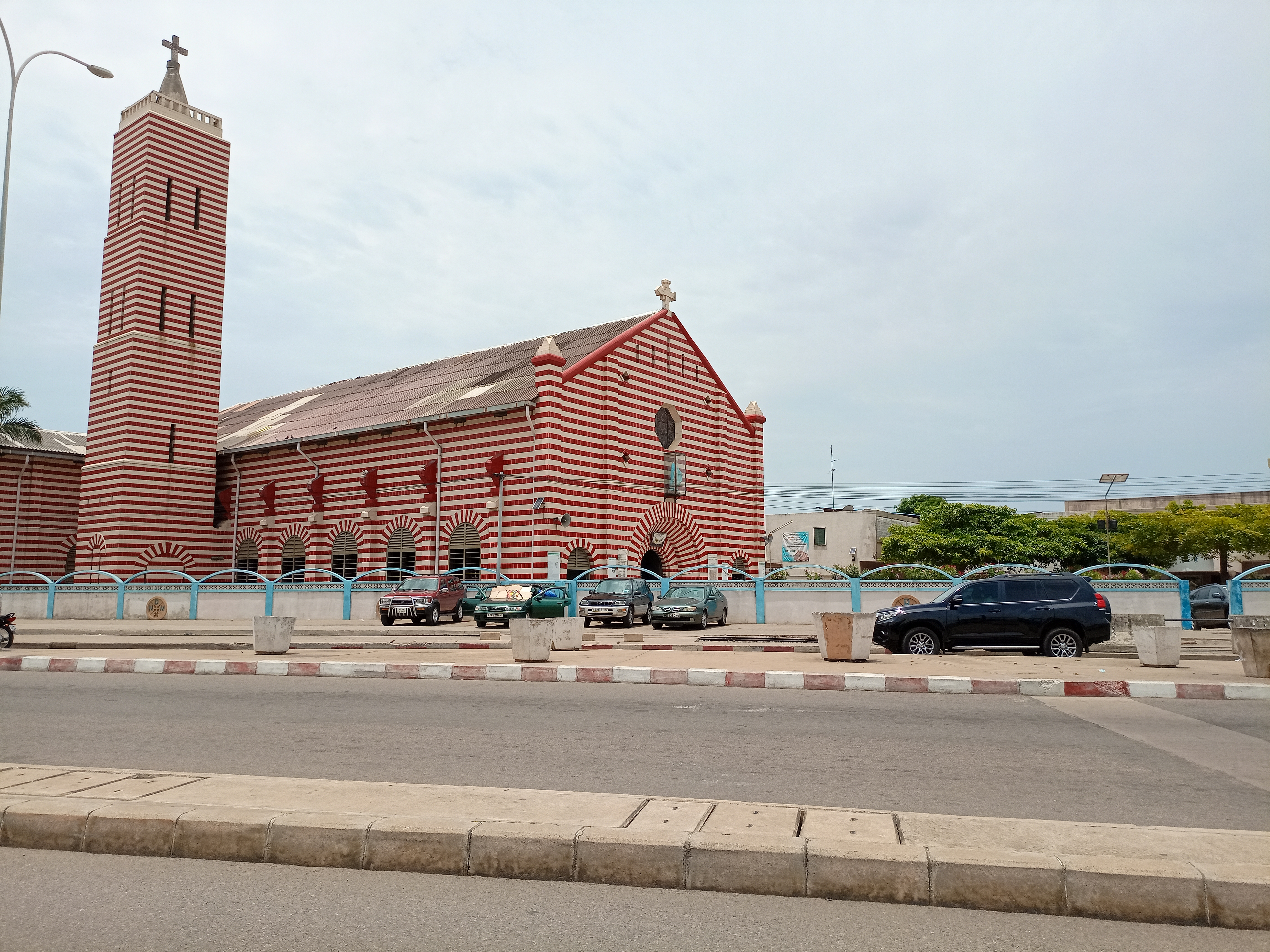
Cathédrale Notre-Dame de Cotonou vue depuis la route
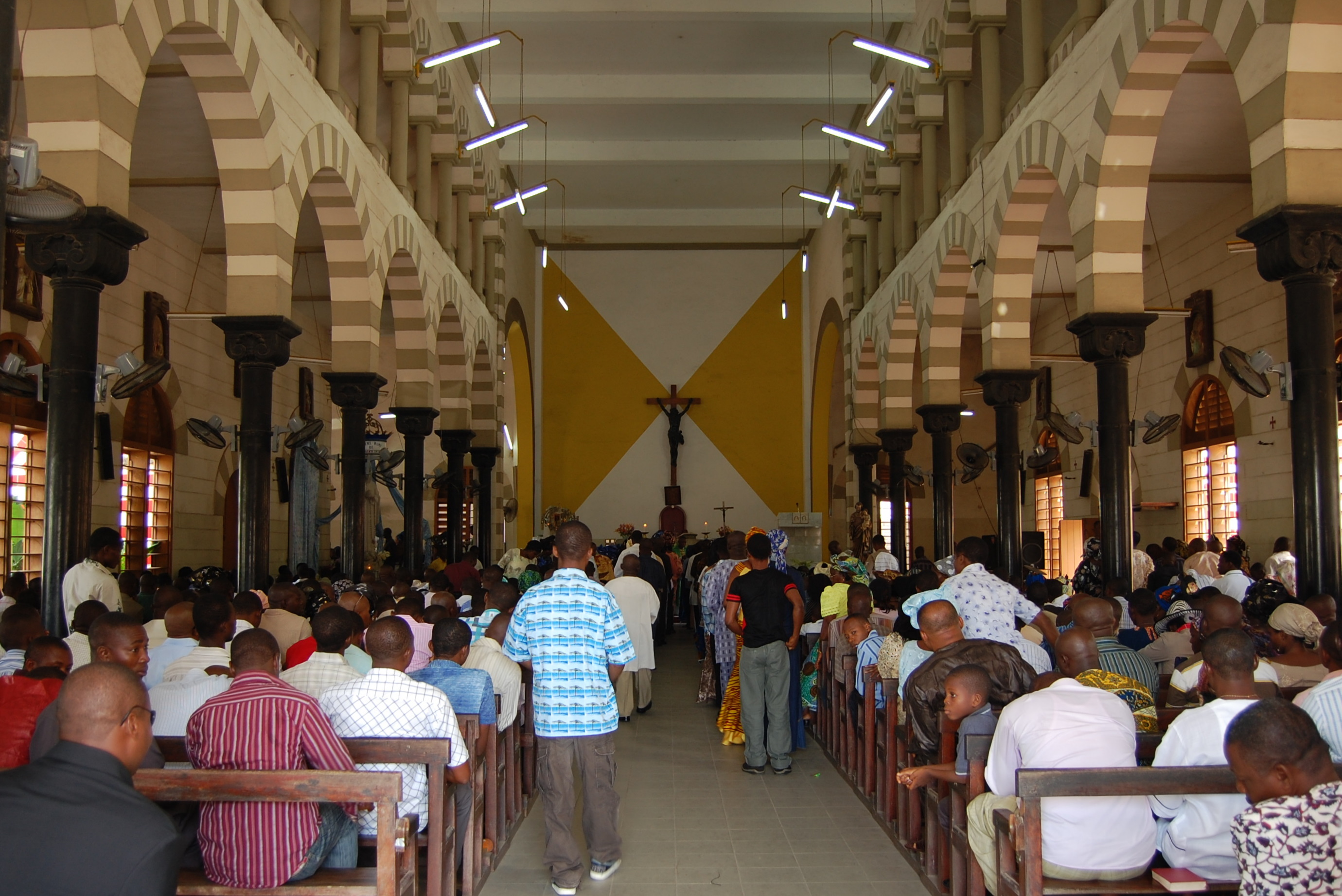
Intérieur de la cathédrale (2007)
La cathédrale Notre-Dame de Miséricorde - Cotonou, Bénin, 1972